# Shi'ar
Gli Shi'ar sono una specie aliena immaginaria dell'universo fumettistico Marvel Comics creata da Chris Claremont (testi) e Dave Cockrum (disegni). La loro prima apparizione è in X-Men (prima serie) n. 107 (ottobre 1977).
Gli Shi'ar sono una delle tre principali razze aliene dell'Universo Marvel, assieme ai Kree e agli Skrull. La capitale del loro impero è Chandilar, probabilmente situata nella Galassia del Triangolo.

## Storia
A differenza dei terrestri, la razza Shi'ar si è evoluta dagli uccelli (di cui è ancora visibile il retaggio, per esempio nei capelli, che sono sottili piume). Come i Kree e gli Skrull, hanno un vastissimo impero che si estende su migliaia di mondi e hanno sviluppato una tecnologia molto avanzata. Possiedono infatti astronavi in grado di viaggiare a velocità superiori a quella della luce, campi di forza, raggi laser, teletrasporto e ologrammi iperrealistici, che gli Shi'ar usano per missioni di spionaggio. Lo Shi'ar medio può sollevare 1 tonnellata in una gravità simile alla Terra e ha una resistenza molto maggiore rispetto all'umano medio. La maggior parte degli Shi'ar non ha altre abilità speciali, anche se occasionalmente appare un ritorno al passato genetico che dona ali che consentono il volo (un esempio di atavismo).
Inoltre, gli Shi'ar non hanno la possibilità di sognare, di conseguenza odiano il concetto di arte tanto da uccidere a vista chiunque produca dipinti o musica considerati "illegali". Seppur abbastanza violenti e di mentalità militaristica, gli Shi'ar gestiscono in pace il loro impero, che si occupa anche di distruggere calamità galattiche come la Fenice o di gestire tregue fra altri grandi imperi stellari. Il governo di questo impero è in mano da molti anni ai Neramani, la famiglia da cui vengono tutti gli imperatori (Majestor) e imperatrici (Majestrix).
Nel vasto impero è inoltre custodito il potente artefatto noto solo come Cristallo M'Kraan, che viene definito come il centro di tutte le realtà. L'impero mantiene l'ordine grazie alla Guardia imperiale Shi'ar, forza di polizia interstellare temuta in tutto l'universo.
In tempi recenti Cal'syee Neramani, conosciuta anche come Deathbird, uccise sua madre e sua sorella e fu esiliata, facendo così salire al trono il fratello pazzo D'Ken. Quando questi fu interdetto per la sua follia, giunse al potere la sorella minore Lilandra. Deathbird, con un colpo di Stato, spodestò la sorella dal trono ma presto, stanca della burocrazia e poco attratta dalle responsabilità dell'essere imperatrice, cedette nuovamente il trono a Lilandra. La quale, nonostante abbia un forte legame con la terra, in particolare con gli X-Men e con Charles Xavier (suo marito), ama il suo popolo.
Successivamente, con un nuovo colpo di Stato al potere è tornato D'Ken, che però è stato ucciso ed il suo posto lo ha preso Vulcan, sposato con Deathbird.

### War of Kings
Il crossover interstellare War of Kings è incentrato sulla guerra di espansione condotta dal nuovo imperatore Vulcan ai danni degli altri imperi stellari, e in particolare dell'impero Kree, guidato dalla nuova élite degli Inumani. Al termine della saga, Vulcan perisce nello scontro con Freccia Nera re degli Inumani e neo sovrano dei Kree. I Predoni Stellari, con l'appoggio di Gladiatore (Kallark), cercano di rimettere Lilandra sul trono, ma questa viene assassinata da Darkhawk (la cui coscienza era stata sopraffatta da quella di un membro della Confraternita dei Raptor). A seguito del conflitto, per acclamazione popolare, Gladiatore diventa il nuovo Majestor dell'impero Shi'ar.